# Alcis sachalinensis
Alcis sachalinensis là một loài bướm đêm trong họ Geometridae.